# Elisabeta Sofia de Saxa-Altenburg

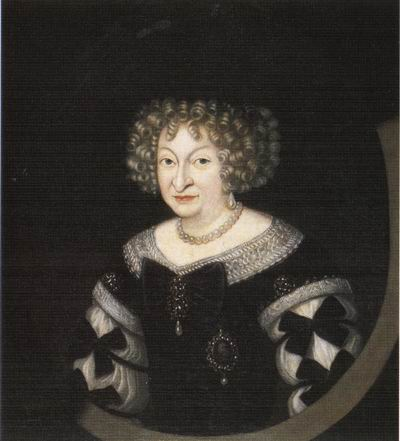
Elisabeta Sofia de Saxa-Altenburg

Elisabeta Sofia de Saxa-Altenburg (10 octombrie 1619 – 20 decembrie 1680), a fost prințesă de Saxa-Altenburg și, prin căsătorie, ducesă de Saxa-Gotha.
A fost singura fiică a lui Johann Philipp, Duce de Saxa-Altenburg și a Elisabetei de Brunswick-Wolfenbüttel.

## Familie și copii
La Altenburg la 24 octombrie 1636, Elisabeta Sofia s-a căsătorit cu vărul ei, Ernest I, Duce de Saxa-Gotha. Ca rezultat al acestui mariaj, Saxa-Gotha și Saxa-Altenburg s-au unit când ultimul duce al liniei (vărul Elisabetei) a murit fără copii. Ernst și Elisabeta Sofia au avut 18 copii:
1. Johann Ernst (n. Weimar, 18 septembrie 1638 – d. Weimar, 27 noiembrie 1638).
2. Elisabeta Dorothea (n. Coburg, 8 ianuarie 1640 – d. Butzbach, 24 august 1709), căsătorită la 5 decembrie 1666 cu Ludovic al VI-lea, Landgraf de Hesse-Darmstadt.
3. Johann Ernst (n. Gotha, 16 mai 1641 – d. Gotha, 31 decembrie 1657); a murit de variolă.
4. Christian (n./d. Gotha, 23 februarie 1642).
5. Sophie (n. Gotha, 21 februarie 1643 – d. Gotha, 14 decembrie 1657); a murit de variolă.
6. Johanna (n. Gotha, 14 februarie 1645 – d. Gotha, 7 decembrie 1657); a murit de variolă [?].
7. Frederic I, Duce de Saxa-Gotha-Altenburg (n. Gotha, 15 iulie 1646 – d. Friedrichswerth, 2 august 1691).
8. Albrecht, Duce de Saxa-Coburg (n. Gotha, 24 mai 1648 – d. Coburg, 6 august 1699).
9. Bernhard I, Duce de Saxa-Meiningen (n. Gotha, 10 septembrie 1649 – d. Meiningen, 27 aprilie 1706).
10. Heinrich, Duce de Saxa-Römhild (n. Gotha, 19 noiembrie 1650 – d. Römhild, 13 mai 1710).
11. Christian, Duce de Saxa-Eisenberg (n. Gotha, 6 ianuarie 1653 – d. Eisenberg, 28 aprilie 1707).
12. Dorothea Maria (n. Gotha, 12 februarie 1654 – d. Gotha, 17 iunie 1682).
13. Ernest III, Duce de Saxa-Hildburghausen (n. Gotha, 12 iunie 1655 – d. Hildburghausen, 17 octombrie 1715).
14. Johann Philip (n. Gotha, 1 martie 1657 – d. Gotha, 19 mai 1657).
15. Johann Ernst, Duce de Saxa-Coburg-Saalfeld (n. Gotha, 22 august 1658 – d. Saalfeld, 17 februarie 1729).
16. Johanna Elisabeth (n. Gotha, 2 septembrie 1660 – d. Gotha, 18 decembrie 1660).
17. Johann Philip (n. Gotha, 16 noiembrie 1661 – d. Gotha, 13 martie 1662).
18. Sophie Elisabeth (n. Gotha, 19 mai 1663 – d. Gotha, 23 mai 1663).